# Partido Regenerador
El Partido Regenerador fue un partido político portugués, uno de los dos principales protagonistas del periodo del rotativismo de la monarquía constitucional portuguesa, alternándose en el poder con el Partido Progresista. Más de la mitad de los presidentes de la segunda mitad del siglo XIX pertenecieron a esta formación política. Sus líderes eran Fontes Pereira de Melo (1856-1887), Antonio de Serpa Pimentel (1887-1900), Rodolfo Ernesto Hintze Ribeiro (1900-1907), Julio de Vilhena (1907-1909) y António Teixeira de Sousa (1909 - 1910). Esta organización del partido no tenía una agenda ideológica específica, y su primer líder, Fontes Pereira de Melo, no fue elegido para el cargo por elección interna.
En 1901, una facción liderada por João Franco creó el Partido Liberal Regenerador. En 1903 ocurrió lo mismo otra vez, y esta vez formaron el Partido Nacionalista, dirigido por Jacinto Cândido.

## Resultados electorales
| Fecha     | Candidato                 | Diputados    | +/-          | Resultado |
| --------- | ------------------------- | ------------ | ------------ | --------- |
| 1851      | Rodrigo de Fonseca        | 125/159      |              | Gobierno  |
| 1852      | Rodrigo de Fonseca        | 121/156      | 4            | Gobierno  |
| 1856      | Rodrigo de Fonseca        | 41/162       | 80           | Oposición |
| 1858      | No participó              | No participó | No participó |           |
| 1860      | Fontes Pereira de Melo    | 162/179      |              | Gobierno  |
| 1861      | Fontes Pereira de Melo    | 40/177       | 122          | Oposición |
| 1864      | Fontes Pereira de Melo    | 32/177       | 8            | Oposición |
| 1868      | Fontes Pereira de Melo    | 13/177       | 19           | Oposición |
| 1869      | Fontes Pereira de Melo    | 5/107        | 8            | Oposición |
| Mar. 1870 | Fontes Pereira de Melo    | 14/107       | 9            | Oposición |
| Sep. 1870 | Fontes Pereira de Melo    | 12/107       | 2            | Oposición |
| 1871      | Fontes Pereira de Melo    | 22/107       | 10           | Oposición |
| 1874      | Fontes Pereira de Melo    | 78/107       | 56           | Gobierno  |
| 1878      | Fontes Pereira de Melo    | 97/137       | 19           | Gobierno  |
| 1879      | Fontes Pereira de Melo    | 21/137       | 76           | Oposición |
| 1881      | Fontes Pereira de Melo    | 122/137      | 101          | Gobierno  |
| 1884      | Fontes Pereira de Melo    | 110/151      | 11           | Gobierno  |
| 1887      | Fontes Pereira de Melo    | 36/152       | 74           | Oposición |
| 1889      | António de Serpa Pimentel | 38/152       | 2            | Oposición |
| 1890      | António de Serpa Pimentel | 115/152      | 77           | Gobierno  |
| 1892      | António de Serpa Pimentel | 103/152      | 12           | Gobierno  |
| 1894      | António de Serpa Pimentel | 101/152      | 2            | Gobierno  |
| 1895      | António de Serpa Pimentel | 114/114      | 13           | Gobierno  |
| 1897      | António de Serpa Pimentel | 23/114       | 91           | Oposición |
| 1899      | António de Serpa Pimentel | 39/138       | 16           | Oposición |
| 1900      | Ernesto Hintze Ribeiro    | 104/138      | 65           | Gobierno  |
| 1901      | Ernesto Hintze Ribeiro    | 100/148      | 4            | Gobierno  |
| 1904      | Ernesto Hintze Ribeiro    | 100/148      | Sin cambios  | Gobierno  |
| 1905      | Ernesto Hintze Ribeiro    | 32/148       | 68           | Oposición |
| Abr. 1906 | Ernesto Hintze Ribeiro    | 104/148      | 72           | Gobierno  |
| Ago. 1906 | Ernesto Hintze Ribeiro    | 24/148       | 80           | Gobierno  |
| 1908      | Júlio de Vilhena          | 63/157       | 39           | Gobierno  |

- Datos: Q2137407